# نادي بورتسموث

الشعار السابق لبورتسموث

نادي بورتسموث لكرة القدم (بالإنجليزية: Portsmouth Football Club)‏ نادِ كرة قدم من مدينة بورتسموث جنوب بإنجلترا. تأسس عام 1898، ويلقب ببومبي (Pompey)، اللقب الذي يطلق أيضاً على المدينة. يلعب حالياً في دوري البطولة الإنجليزية. في يوم 27 مايو عام 2009 قام بوخنونة قلاف بشراء النادي الإنجليزي.
في عام 2003 حقق النادي بطولة الدرجة الأولى من الدوري الإنجليزي مما أهله إلى الارتقاء إلى الدوري الممتاز لأول مرة. وتمكن النادي في عام 2008 من تحقيق كأس الاتحاد الإنجليزي لكرة القدم للمرة الثانية في تاريخه.

## أبرز بطولات الفريق
- الدوري الإنجليزي: 1949، 1950
- كأس إنجلترا: 1939، 2008
- دوري الدرجة الأولى: 2003
- دوري الدرجة الثالثة: 1962، 1983
- دوري الدرجة الثالثة الجنوبي: 1924
- الدوري الجنوبي: 1902، 1920
- الدرع الخيري: 1949

## أشهر اللاعبين في تاريخ النادي
- ديفيد جايمس
- سول كامبل
- أندي أوبراين
- نيكو كرانيكار
- نوانكو كانو

## وصلات خارجية
- الموقع الرسمي